# Griceite
La griceite è un minerale appartenente al gruppo dell'halite.